# Falloria aphelorioides
Falloria aphelorioides är en mångfotingart som först beskrevs av Shelley 1986.  Falloria aphelorioides ingår i släktet Falloria och familjen Xystodesmidae. Inga underarter finns listade i Catalogue of Life.